# Retrato de Père Paul
Retrato de Père Paul, también conocido como Monsieur Paul o El chef (en francés: Le Père Paul), es un retrato de Claude Monet.
Pintado en 1882 al óleo sobre lienzo con 64,5 cm x 52,1 cm,  muestra al chef y propietario de un restaurante y hotel Paul Antoine Graff, quien fue el hospedador de Monet durante su visita a Pourville en el Canal de la Mancha.
Forma parte de las colecciones expuestas en la Galería Belvedere de Viena, Austria.

## Descripción
Monet pintó al chef con su gorro y chaqueta blancos propios del uniforme de su oficio. En la parte inferior del cuadro, el tronco se funde con el fondo gris claro, dando como resultado una composición de forma ovalada. Monsieur Paul ha vuelto la cabeza hacia el hombro derecho y mira en dirección al borde izquierdo del cuadro. Sus ojos oscuros no se centran en nada específico y parece mirar justo delante de sí mismo, hacia el vacío.  Su barba espesa, gris y negra, es parte de su apariencia y casi cubre la barbilla protuberante y la boca con los labios cerrados. El rostro surcado fue pintado por Monet con fuertes pinceladas, y la nariz fue enfatizada por un tono más pronunciado de los mismos colores. La crítica de arte Melissa MacQuillan ve en su rostro el orgullo y la firmeza de su carácter. 
Monet describió la pintura como un esquisse curieuse ("boceto curioso"). El artista creó un cuadro lleno de vivacidad debido al sombrero ladeado, la barba poblada y los rasgos faciales característicos. Utilizó una inteligente combinación de colores, en la que la barba oscura contrasta con la ropa blanca y en la que el color de piel rojizo y marrón complementa los tonos grises azulados claros del fondo.  La pintura está claramente firmada con "Claude Monet 82" en negro en la esquina superior derecha. 

## Retrato de un anfitrión
Monet llegó a Pourville el 15 de febrero de 1882 y pintó el paisaje de la costa de Normandía durante los meses siguientes. Vivía allí en el hotel A la Renommée des Galettes, afiliado a un restaurante. El propietario era el chef alsaciano Paul Antoine Graff (1823-1893), conocido localmente como Le Père Paul, cuyo plato especial eran las galettes, es decir, pasteles crujientes bretones. Esta reputación se reflejaba en el nombre del hotel.  Posteriormente, estos pasteles de hojaldre también aparecieron en el bodegón de Monet, Las galettes (colección privada).
El día de su llegada, describió en una carta a su amante y ama de llaves Alice Hoschedé su pesar por no haber venido antes a Pourville. Describió al Père Paul como un excelente chef y se mostró satisfecho con su alojamiento: "El paisaje es muy bonito... no se puede estar más cerca del mar, como lo estoy ahora, directamente en la playa, las olas llegan hasta el sótano de nuestra casa."  Además del retrato de Monsieur Graff, Monet también pintó un retrato de la esposa, Madame Graff. El cuadro La Mère Paul (Museo de Arte Fogg, Cambridge, Massachusetts) muestra a Madame Graff vestida de oscuro acompañada de su leal terrier Follette. Ambas pinturas del matrimonio Graff probablemente fueron creadas como reconocimiento de Monet a su hospitalidad. 

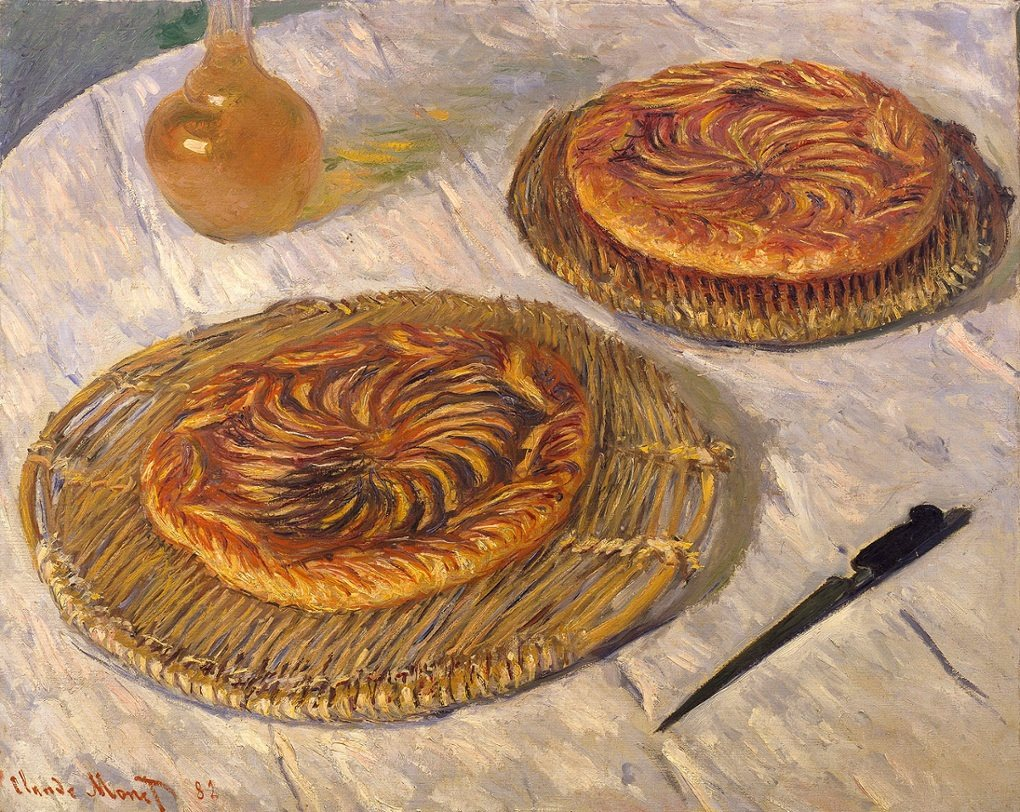
Claude Monet: Las galettes, 1882.
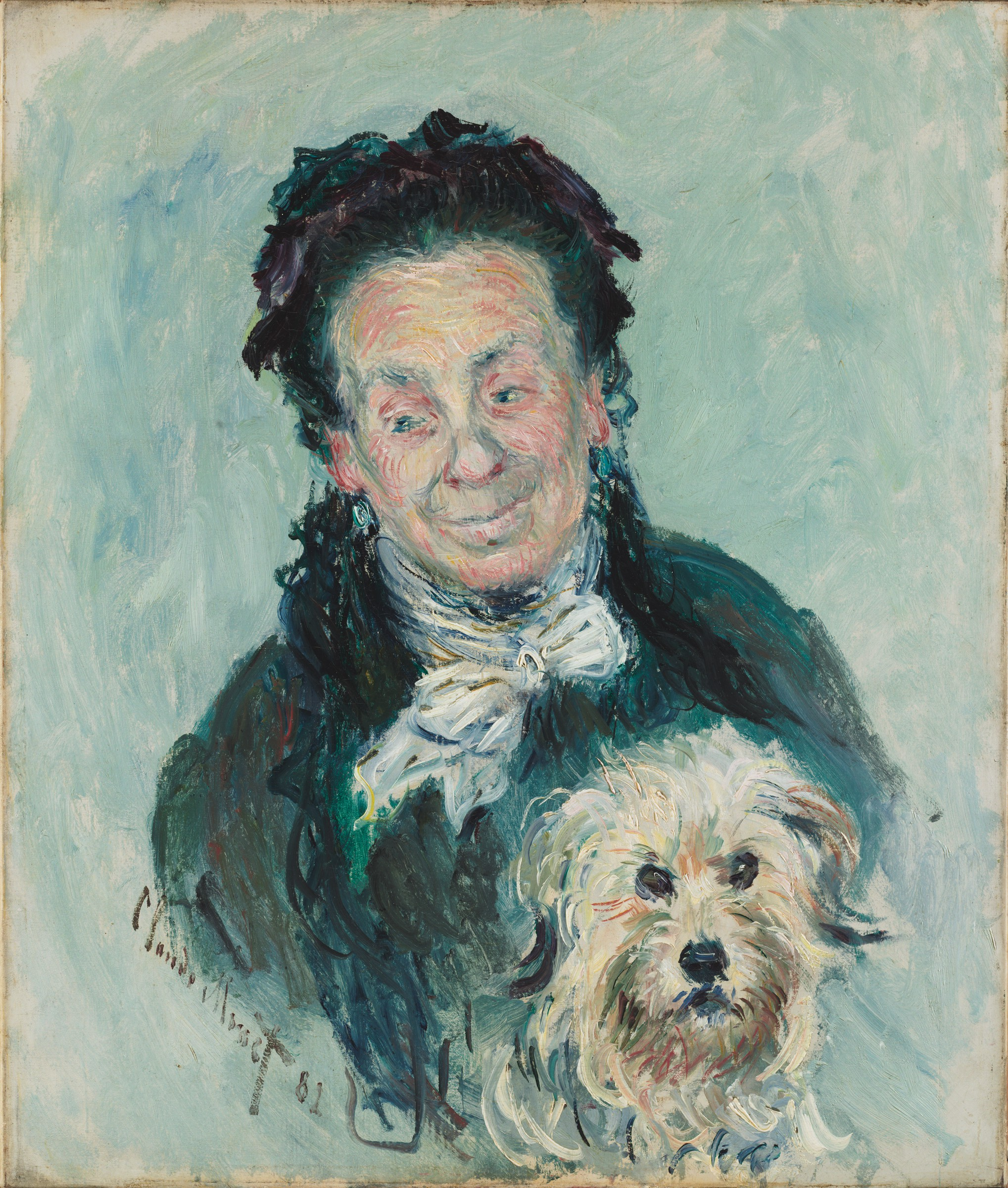
Claude Monet: La Mère Paul, 1882.

Los retratos de Père Paul y La Mère Paul son dos de los pocos retratos que Monet pintó tras la muerte de su primera esposa Camille en 1879. Otras pinturas son las de su hijo Michel Monet con sombrero con pompón en 1880 y sus autorretratos de 1886 y 1917. Además de los cuadros de los Graff y su propia familia, Monet también pintó un retrato del pescador Poly (Museo Marmottan Monet, París) en 1886. El pescador Poly con su barba poblada y los rasgos faciales característicos muestra cierto parecido con Père Paul como se muestra en esta obra. Melissa MacQuillan notó en el retrato de Graff y en la pintura de Poly una "exageración casi fisionómica", que recuerda sus primeros trabajos juveniles como caricaturista.  El crítico de arte Richard R. Brettell también establece una comparación entre el Retrato del Père Paul y los dibujos irónicos de la adolescencia de Monet.  Varias de estas caricaturas datan de finales de la década de 1850, por ejemplo la de Mario Uchard (Instituto de Arte de Chicago).

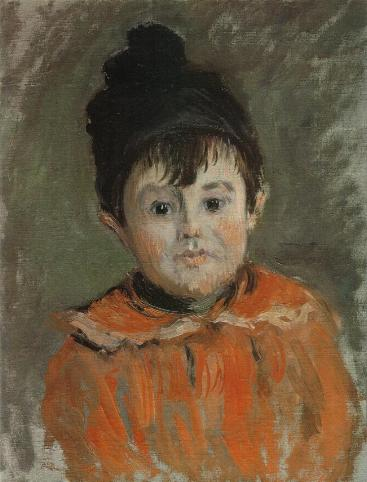
Claude Monet: Michel Monet con sombrero con pompón, 1880.
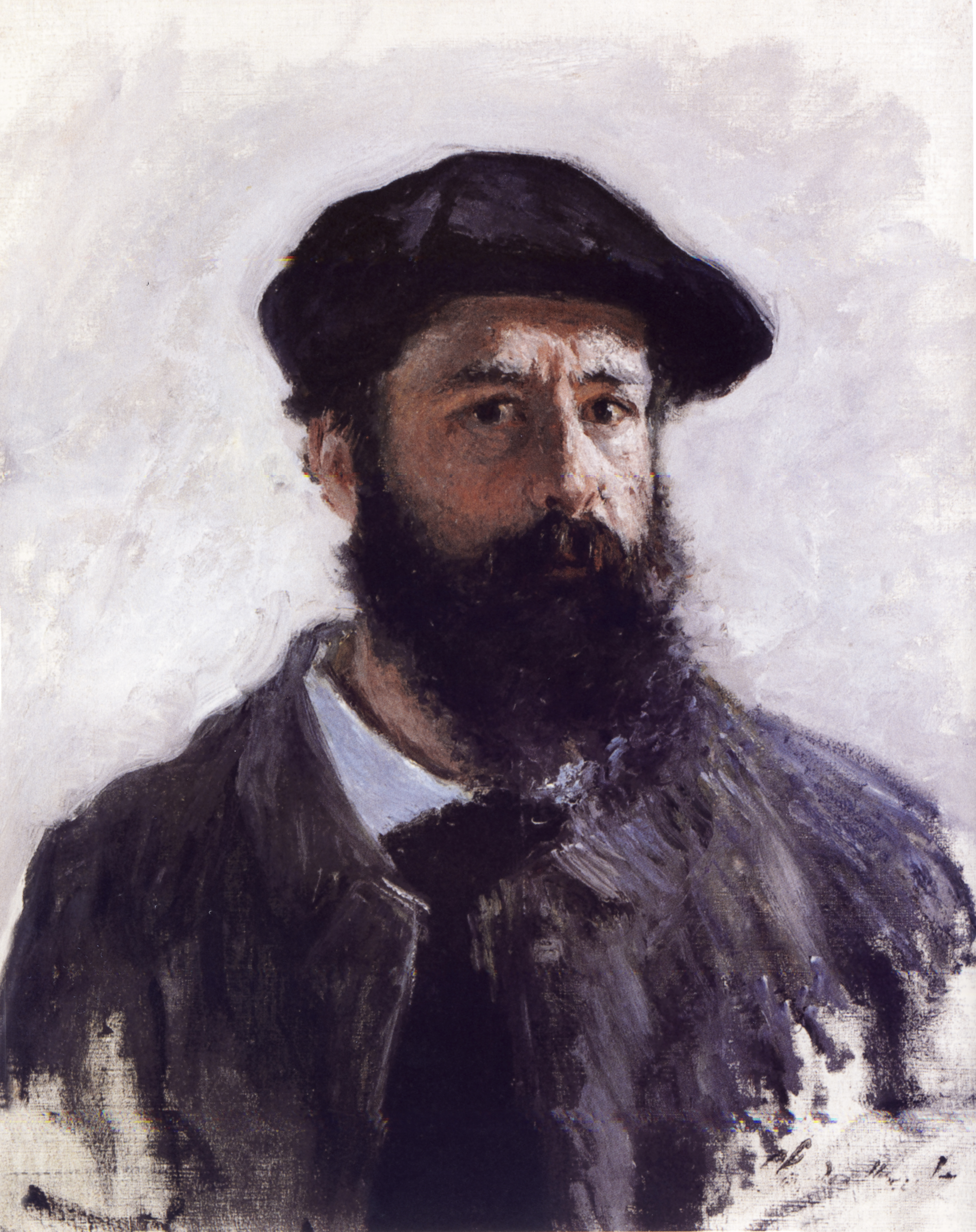
Claude Monet: Autorretrato, 1886.
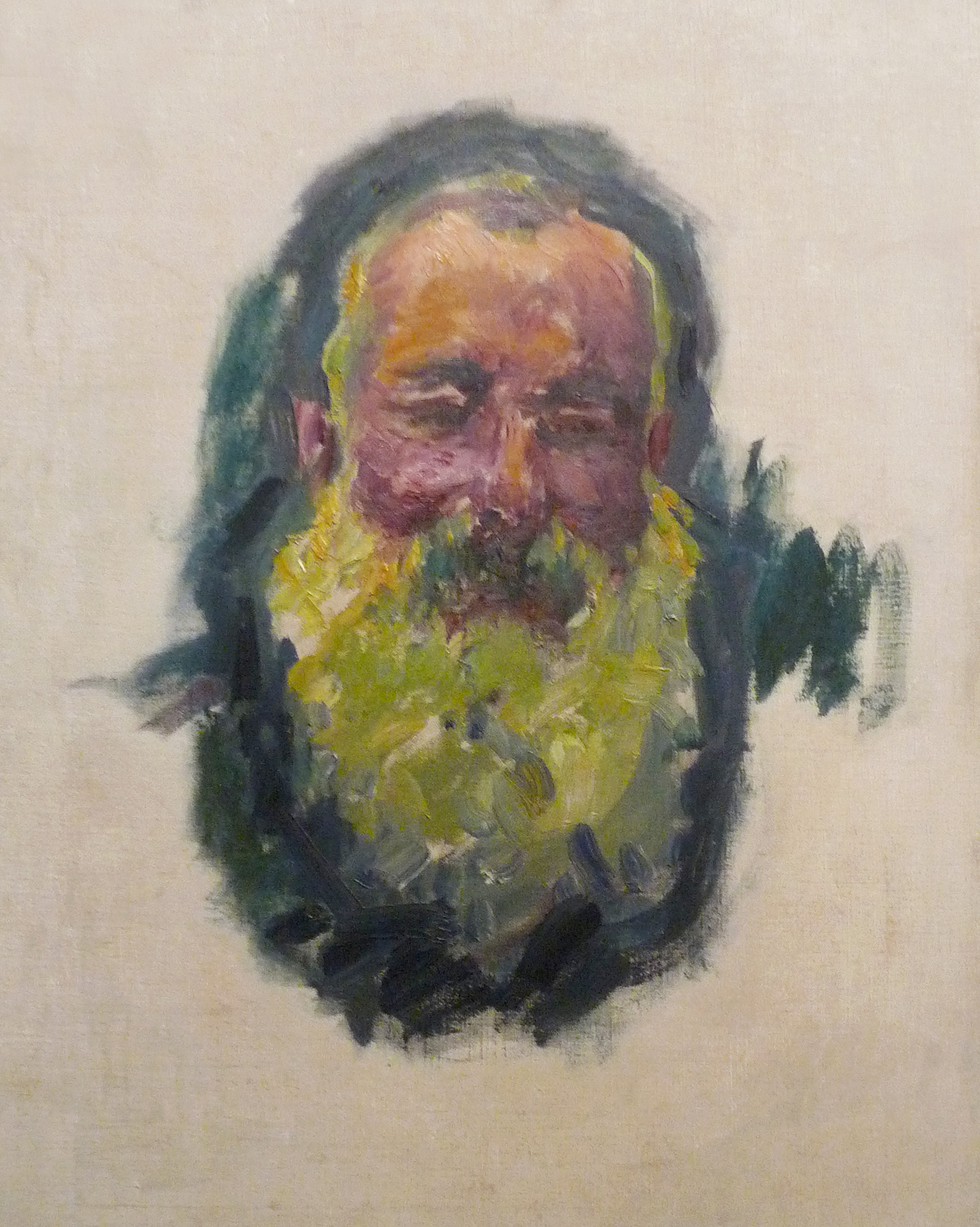
Claude Monet: Autorretrato, 1917.
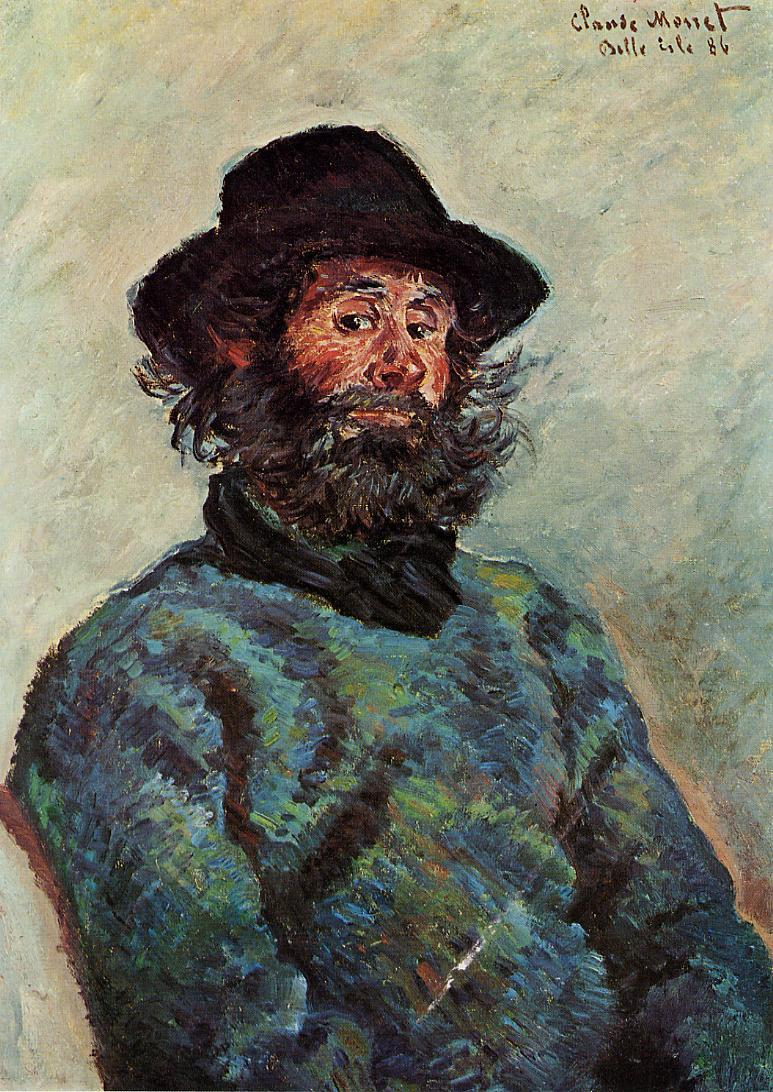
Claude Monet: Poly, 1886.
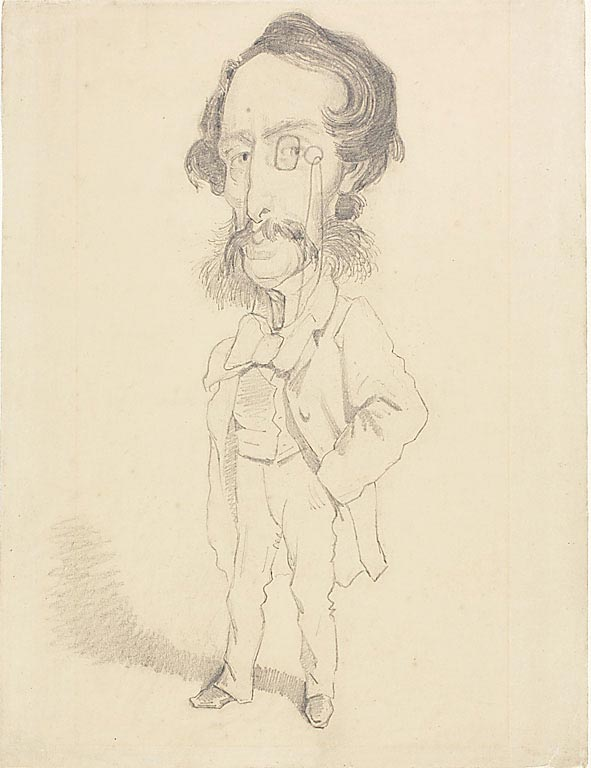
Claude Monet: Mario Uchard, 1858.

## Procedencia
El Retrato del Père Paul fue un regalo de Monet a Paul Antoine Graff.  Después de la muerte de Graff, pasó a manos del galerista Paul Durand-Ruel en 1899, a través de la sucursal parisina del marchante de arte Knoedler. En 1903 prestó el cuadro a la exposición Desarrollo del impresionismo en la pintura y la escultura de la Secesión de Viena, en la que también se mostró su pendant (pareja) Madame Paul.
Posteriormente, el Retrato de Père Paul fue adquirido por la Moderne Galerie, predecesora de la actual Galería Belvedere. 